# Nino Pršeš
Nino Pršeš es un cantante, compositor y teclista bosnio nacido en Sarajevo. Él ha estudiado música en la Academia de Música de Sarajevo.
Nino ha sido teclista de muchos grupos de pop y rock y ha colaborado con muchos artistas bosnios. Una de sus inspiraciones es la música étnica. 
En 2001 lanzó su primer álbum "Ženi se" (cásate). Varias canciones de este álbum fueron hits en Bosnia y Herzegovina. Ese mismo año representó a su país en el Festival de Eurovisión con la canción Hano, con la que consiguió el 14º puesto con 29 puntos.

## Discografía

### Álbumes
- Ženi se
- 1/1
- Rum-pum